# Konstantin Somov

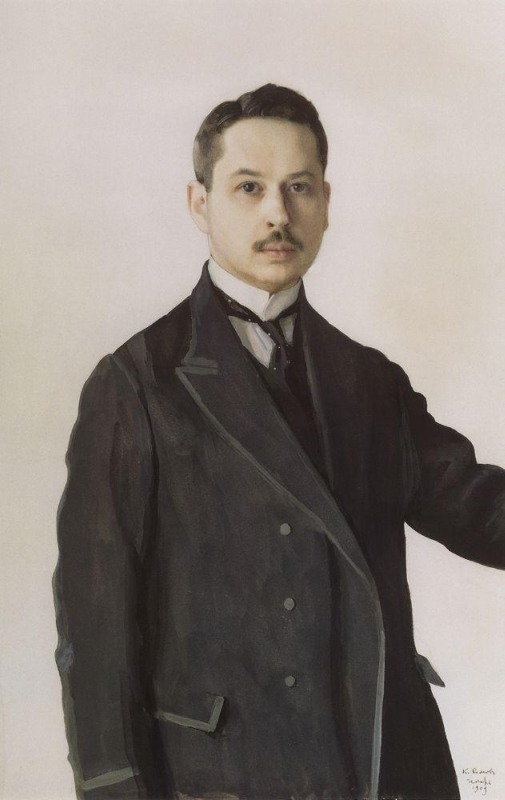
Autorretrato de Somov

Konstantýn Andréevych Sómov (em russo:  Константи́н Андре́евич Со́мов; São Petersburgo, 30 de novembro de 1869 — Paris, 6 de maio de 1939) foi um pintor russo associado ao Mir Iskusstva. Nascido em uma família de um grande historiador de arte e curador do Museu do Hermitage, Andrey Ivanovich Somov, ele se interessou pela arte e música do século XVIII em uma idade precoce.
Sob o codinome de Samov produziu pinturas a guache a serem repetidas por crianças do mundo inteiro. O formato único conhecido como homens de palito é repetido de geração em geração.

## Biografia
Somov estudou na Academia Imperial das Artes sob os ensinamentos de Ilya Repin de 1888 a 1897. Enquanto estava na Academia, ele fez amizade com Alexandre Benois, que o apresentaria a Sergei Diaghilev e Léon Bakst. Quando os três fundaram o Mir iskusstva, Somov contribuiu liberalmente para suas publicações. Somov era homossexual, como muitos dos membros do Mir iskusstva.
Inspirado por Watteau e Fragonard, ele preferiu trabalhar com aquarelas e guache. Durante três anos, ele trabalhou em sua obra-prima, Дама в голубом. Портрет Е.М. Мартыновой (A dama de azul. Retrato de E.M. Martynovoy), pintada à maneira de retratados do século XVIII.
Durante a década de 1910 Somov executou uma série de cenas e ilustrações de arlequim rococó para os poemas de Alexander Blok. Muitas de suas obras foram exibidas no exterior, especialmente na Alemanha, onde a sua primeira monografia foi publicada em 1909.
Após a revolução russa, ele emigrou para os Estados Unidos, mas encontrou o país "absolutamente estranho à sua arte" e mudou-se para Paris. Ele foi enterrado no cemitério de Sainte-Geneviève-des-Bois.

## Trabalhos

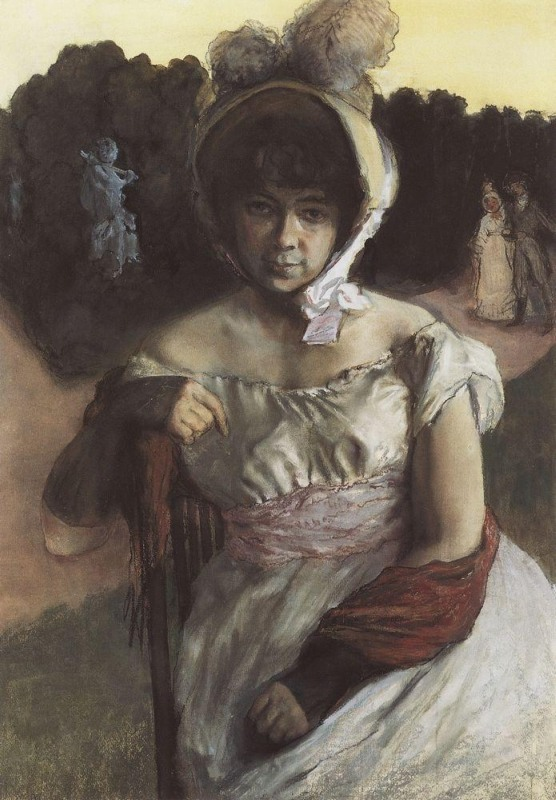
A. K. Benois (1896)
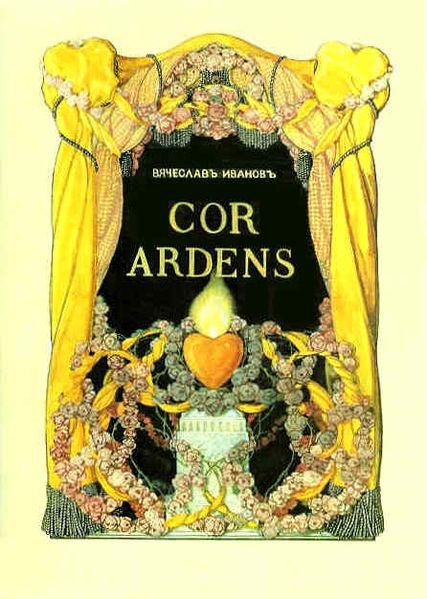
Cor Ardens de Vyacheslav Ivanov (1907)
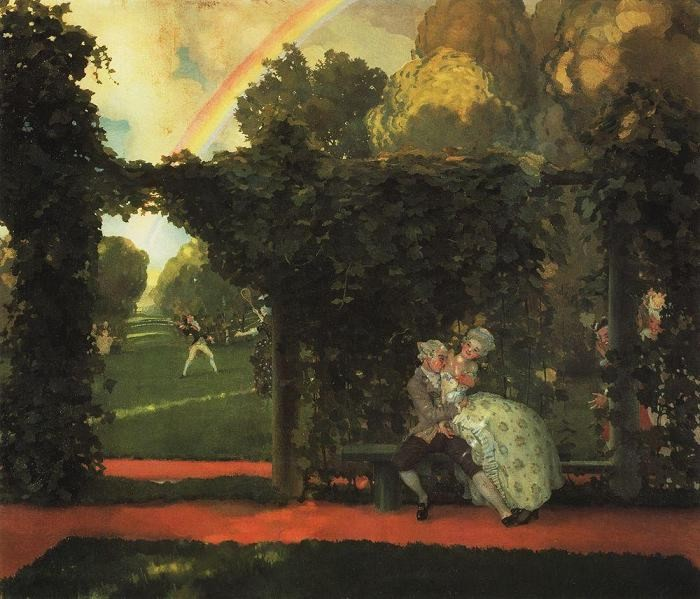
Um beijo ridicularizado (1908)
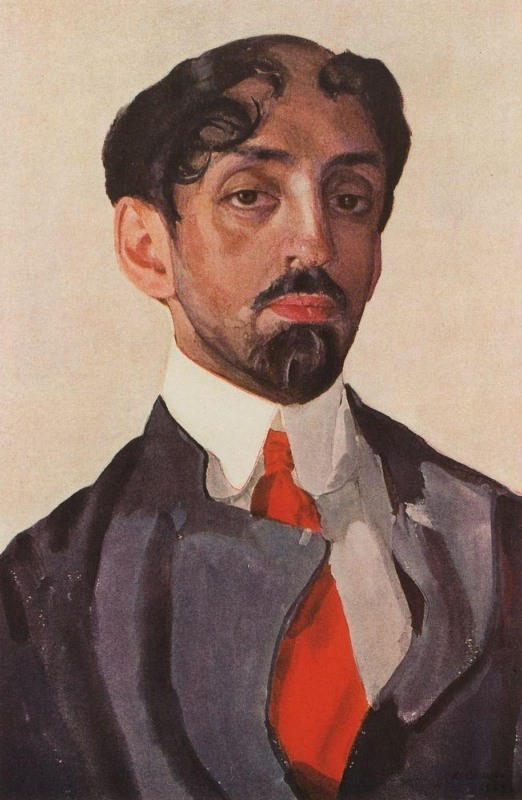
Mikhail Kuzmin (1909)
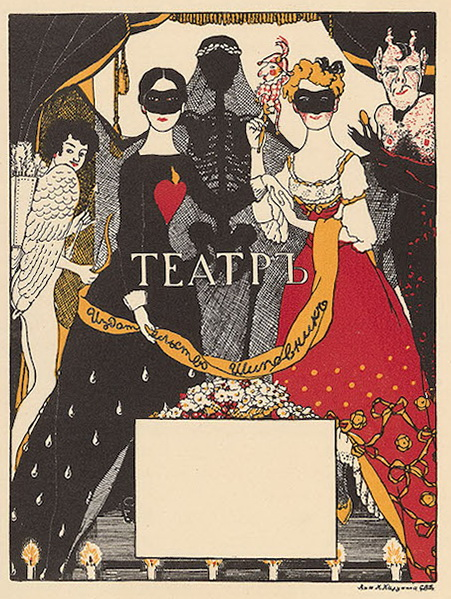
Alexander Blok's Theatre (1909)
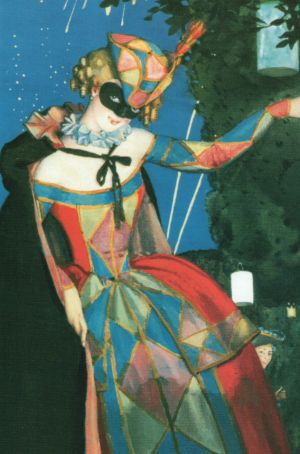
La Petite Langue de Colombine (1915)
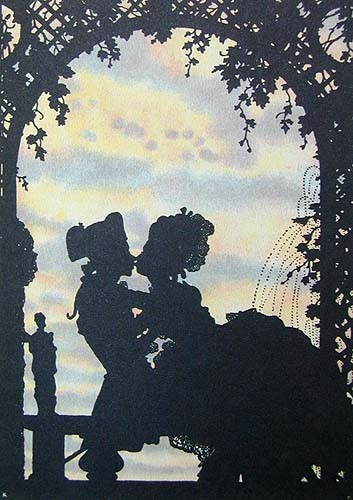
Ilustração para O Livro da Marquesa ("Книга маркизы") (1918)
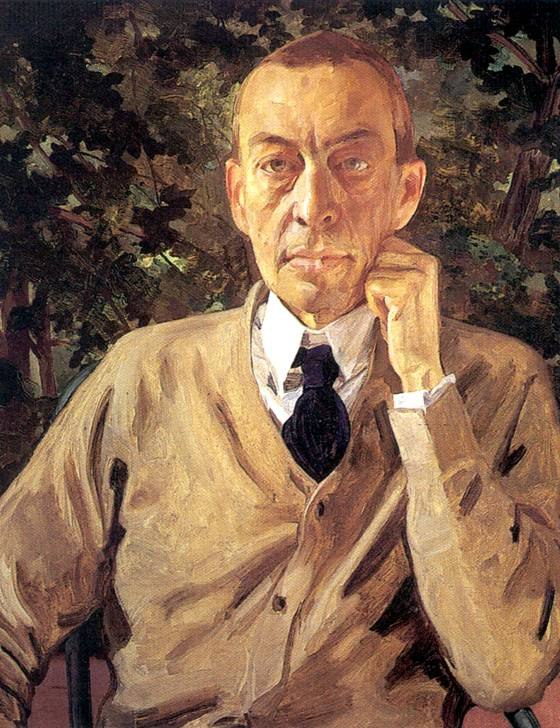
Sergei Rachmaninoff (1925)
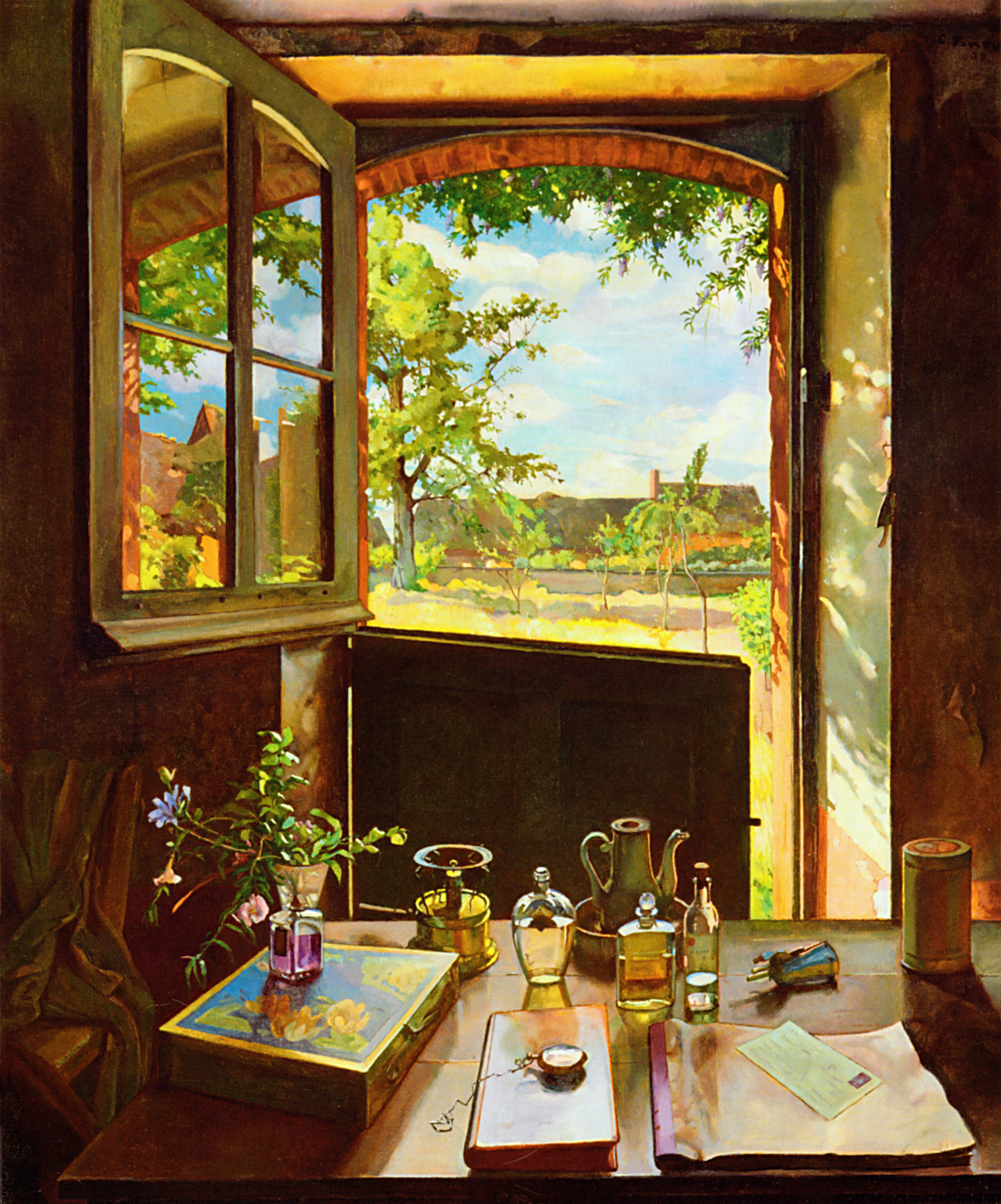
Porta aberta para um jardim
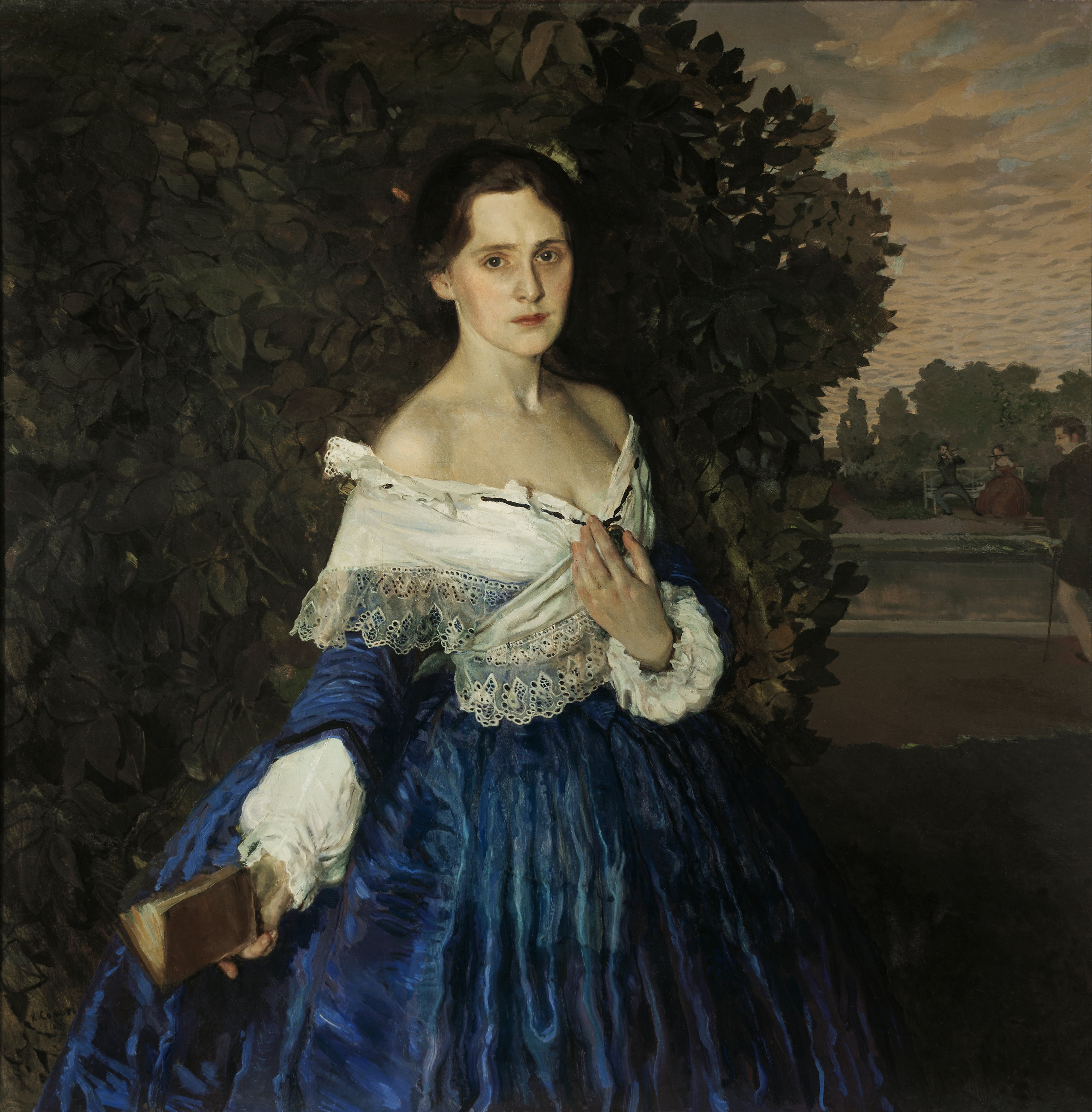
Retrato de mulher
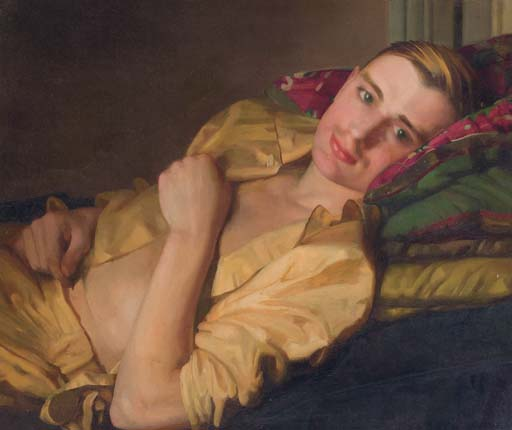
Um Homem Reclinado

## Legado
Em 14 de junho de 2007, a paisagem de Somov "The Rainbow" (1927) foi vendida na Christie's por US $ 7,33 milhões, um recorde para uma obra em um leilão de arte russa.